# Dalila Rocha
Dalila Ferreira de Sousa Rocha Medalha da Cidade do Porto - Grau Ouro (Peso da Régua, 23 de agosto de 1920 — Porto, 28 de julho de 2009) foi uma atriz e encenadora portuguesa. Figura indissociável da História do Teatro Nacional, o seu trabalho distinguiu-se pela procura de novas formas de representar e a sua carreira esteve relacionada com o início de companhias como o Teatro Experimental do Porto (TEP), no Porto, ao lado de António Pedro e João Guedes, e a Companhia de Teatro da Cornucópia, em Lisboa, ao lado de Luís Miguel Cintra e Jorge Silva Melo, ambas as companhias portadoras de novos conceitos teatrais. No livro de homenagem dos 45 anos   de carreira de Dalila Rocha, os seus pares reconhecem-na como uma pessoa integra, defensora da arte e da liberdade e é lembrada pela sua postura política frente ao Regime Salazarista.

## Biografia
Dalila Rocha nasceu em São Pedro de Loureiro, Peso da Régua, Filha de Manuel Ferreira e Alice dos Anjos. Por volta de 1930 foi viver para o Porto com os seus pais e os dois irmãos. A sua mãe foi colocada como professora na Escola Primária de S. Félix da Marinha (Vila Nova de Gaia) e Dalila frequentou o Liceu Carolina Michaelis, onde concluiu o 5º ano.
Aos 20 anos começou a trabalhar como telefonista nos Correios (CTT), no Porto. Em 1944, nasce Raul, filho do primeiro casamento.

Envolvida nas atividades culturais do Circulo de Cultura e Teatro, frequentou o primeiro curso de teatro aí administrado e decorrido no Clube dos Fenianos do Porto. Aos 33 anos de idade, começou a sua carreira de atriz simultaneamente ao nascimento do Teatro Experimental do Porto (TEP), primeiro como amadora (entre 1953 e 1957) e depois, de deixar os CTT, como profissional (de 1957 até 1964). O jornalista e escritor Manuel Dias, descreve desta forma o papel das instituições culturais na mudança das vivências das pessoas e em particular em Dalila:
As instituições culturais foram agregando pessoas, alterando hábitos de vida, despertando vocações. Foi neste contexto que uma mulher de olhos enormes e boca rasgada que nunca subira a um palco mas que, na sua própria expressão, “sempre sonhara com o Teatro”, fez a sua opção drástica. (Manuel Dias, 1988, p.144)
Em 1964 deixou o TEP e a cidade do Porto e passou a residir em Lisboa. Até 1973 trabalhou para a televisão, cinema e teatro mas a intervalos longos, devido a doença prolongada do seu companheiro, o arquiteto Mário Bonito e às suas posições políticas contra o Regime. A partir deste ano e até à data da sua reforma faz parte do elenco do Teatro da Cornucópia.
Após o 25 de Abril de 1974 participou em movimentos de rua em prol da liberdade. Em 1976 morreu o Arquiteto Mário Bonito. Transtornada com a perda, Dalila representou esporadicamente até 1980. Em 1985 reformou-se do teatro. Voltou ao Porto onde passou a residir com o filho, a nora e os netos. Morreu aos 88 anos, no Hospital da Ordem Terceira, no Porto.

## Carreira
A sua carreira como atriz iniciou-se com o primeiro espetáculo levado a cena pelo TEP no dia 18 de Junho de 1953, no Teatro Sá da Bandeira. A estreia foi composta pelas peças “A Gota de Mel” de Léon Chancerel,  "A Nau Catrineta" de Egito Gonçalves (onde fez o papel de primeira menina) e a peça "Um Pedido de Casamento" de Anton Tchekhov (onde fez o papel de noiva), com encenação de António Pedro. Como atriz do TEP, representou papéis do teatro mundial, entre eles: Lady Macbeth de Shakespeare, Mary Cavan Tyrone de "Longa Jornada para a Noite", de Eugene O'Neill, ou Mariana de "Mar", de Miguel Torga. Contracenou regularmente com João Guedes e o par ficou conhecido pelas suas atuações em palco.
Em 1960 começaram as suas presenças na Rádio e Televisão de Portugal (RTP) que inaugurou as instalações do Porto, em várias peças de teatro difundidas bem como no programa “Conversas Sobre Teatro” apresentado por António Pedro.
Em 1963 estreou-se na encenação. No ano anterior tinha já assistido à encenação João Guedes da peça “O Responsável Senhor e os seus Hóspedes” de Max Frisch. Desta vez, a encenação foi para o espetáculo constituido pelas peças “A Sombra da Ravina” de J.M. Synge e “Falar Verdade a Mentir” de Almeida Garrett, em cena no Teatro de Bolso, no Porto.
Em 1964 quebrou os laços com o TEP por divergências com a direção. Deixou o Porto e estabeleceu-se em Lisboa. Foi convidada por Amélia Rey Colaço para integrar o Teatro Nacional. Contudo, tal não aconteceu por imposição do Regime, através do SNI - o Serviço Nacional de Informação, organismo de propaganda que controlava a gestão do teatro nacional entre outras instituições culturais do país.

Esta mudança do Porto para Lisboa é vista desta forma pelo ator, encenador e diretor do Teatro da Cornucópia, Luís Miguel Cintra:
Razões morais, artísticas, políticas ou pessoais eram para a Dalila, como só o são para raros, a mesma coisa. Fugira do Porto com o seu companheiro Mário Bonito, onde depois de ser coroa de glória da cidade, deixara de ser querida. Ela lembrava-se porquê. Vivia em Lisboa como exilada e também excluída desta outra cidade como "a actriz do Porto". E foi assim que quase sem saber como me vi uma noite na minha primeira encenação profissional a contracenar com ela e com a Glicínia Quartin. Foi aí, a representar com ela O Misantropo, que afinal a conheci e que nasceu uma amizade que se não distingue da admiração e que nunca teria fim se a morte não chegasse. (Luis Miguel Cintra 1988, p. 135)
O período entre 1965 e 1973 foi feito de peças gravadas e apresentadas pela RTP, pela passagem pelo Teatro do Nosso Tempo, com Jacinto Ramos e pela participação no filme “Fragmentos de um Filme-Esmola” (1972) de João César Monteiro e, posteriormente, no filme “Brandos Costumes” (1974) de Alberto Seixas Santos.
Luís Miguel Cintra e Jorge Silva Melo, criam, em 1973, a Companhia de Teatro da Cornucópia. Dalila retorna aos palcos, aos aplausos e às notícias nos jornais com a peça que abre as actividades da Companhia, “O Misantropo” de Moliére  (Arsinoê), encenada por Luís Miguel Cintra e levada a cena no Teatro Laura Alves. Passou então a integrar o elenco do Teatro da Cornucópia. Esta colaboração, embora com períodos de ausência, prolongou-se por mais de uma década. Em 1985, com o espetáculo “Ricardo III” de William Shakespeare (Duquesa de York), com encenação de Luís Miguel Cintra, despede-se de uma carreira de longos anos, retirou-se dos palcos, aposentamdo-se para voltar ao Porto.

## Teatro

#### Companhias com as quais trabalhou
- 1953 a 1964 - Teatro Experimental do Porto
- 1965 - Teatro do Nosso Tempo
- 1973 a 1985 - Teatro da Cornucópia

#### Participação como atriz
- 1953 - A nau Catrineta, TEP
- 1953 - Um pedido de casamento (Anton Tchekhov), TEP
- 1954 - Antígona (Sófocles), TEP
- 1954 - Morte de um caixeiro viajante (Arthur Miller), TEP
- 1955 - A voz humana / Exercícios de teatro (Jean Cocteau), TEP
- 1955 - O landau de seis cavalos (Victor Ruiz Iriarte), TEP
- 1956 - Macbeth (William Shakespeare), TEP
- 1956 - Guerras do alecrim e mangerona (António José da Silva, António Teixeira), TEP
- 1957 - O valentão do mundo ocidental (John Millington Synge), TEP
- 1957 - Um deus dormiu lá em casa (Guilherme Figueiredo), TEP
- 1957 - Sol na floresta (Romeu Correia), TEP
- 1957 - A Promessa (Bernardo Santareno), TEP
- 1958 - Jornada para a noite (Eugene O'Neill), TEP
- 1958 - A bilha quebrada (Heinrich von Kleist), TEP
- 1958 - É urgente o amor (Luiz Francisco Rebello), TEP
- 1958 - Morte de caixeiro viajante (Arthur Miller), TEP
- 1958 - Mar (Miguel Torga), TEP
- 1958 - O morgado de Fafe amoroso (acção parte de um texto de Camilo Castelo Branco), TEP
- 1958 - Requiem (William Faulkner), TEP
- 1959 - Linda Inês (Armando Martins Janeira), TEP
- 1959 - O jogador (Ugo Betti), TEP
- 1959 - O crime da aldeia velha (Bernardo Santareno), TEP
- 1960 - Quanto importa ser leal (Oscar Wilde), TEP
- 1960 - O tio Vânia (Anton Tchekhov), TEP
- 1961 - Hedda Gabler (Henrik Ibsen), TEP
- 1961 - Auto de justiça (Francisco Ventura), TEP
- 1961 - A mordaça (Alfonso Sastre), TEP
- 1961 - O oiro (Alfredo Cortez), TEP
- 1962 - Credores (August Strindberg), TEP
- 1962 - Você conhece a Via Láctea? (Karl Wittlinger), TEP
- 1962 - Madrugada (Antonio Buero-Vallejo), TEP
- 1962 - O Vagabundo das mãos de oiro (Romeu Correia), TEP
- 1963 - A Sombra da raiva (J.M. Synge) + A lua e a outra (Isabelle Schreiber) + Falar a verdade a mentir (Almeida Garrett), TEP
- 1963 - Todos eram meus filhos (Arthur Miller), TEP
- 1963 - O homem e as armas (George Bernard Shaw), TEP
- 1964 - Jorge Dandin (Molière), TEP
- 1964 - O bem amado (Neil Simon)
- 1965 - O segredo, Teatro do Nosso Tempo[2]
- 1973 - O misantropo ou o atrabiliário apaixonado (Molière), Teatro da Cornucópia
- 1974 - A ilha dos escravos  + A herança (Marivaux), Teatro da Cornucópia
- 1974 - O terror e a miséria no III Reich (Bertolt Brecht), Teatro da Cornucópia
- 1979 - E não se pode exterminá-lo? (diversos textos de Karl Valentin) (voz), Teatro da Cornucópia
- 1980 - Capitão Schelle, Capitão Eçço (Serge Rezvani), Teatro da Cornucópia
- 1981 - Memórias de uma mulher fatal (voz) (Augusto Sobral), Teatro da Cornucópia
- 1982 - O labirinto de Creta (uma montagem do texto "O Labirinto de Creta" de António José da Silva com outros textos), Teatro da Cornucópia
- 1983 - Oratória (a peça resulta de uma colagem de excertos de textos de: Gil Vicente, Goethe e Brecht), Teatro da Cornucópia
- 1983 - Novas perspectivas (Franz Xaver Kroetz), Teatro da Cornucópia
- 1984 - A missão - recordações de uma revolução (Heiner Müller), Teatro da Cornucópia
- 1984 - Simpatia ( Eduardo de Filippo), Teatro da Cornucópia
- 1985 - Ricardo III (William Shakespeare), Teatro da Cornucópia

#### Peças encenadas
- 1962 - O respeitável senhor e os seus hóspedes (Max Frisch), TEP (assistente de encenação)
- 1963 - A sombra da raiva (J.M. Synge) + A lua e a outra (Isabelle Schreiber) + Falar a verdade a mentir (Almeida Garrett), TEP

#### Texto escrito para teatro
- 1978 - A Queda dum Anjo, Grupo Campolide

#### Textos traduzidos para teatro
- 1955 - A voz humana / Exercícios de teatro (Jean Cocteau), TEP

## Filmografia
- Fragmentos de um Filme-Esmola (1973), de João César Monteiro.
- Brandos Costumes (1975), de Alberto Seixas Santos
- Novas perspectivas, de Solveig Nordlund (a partir do espetáculo da Cornucópia, de Franz Xavier Kroetz).

## Condecorações e homenagens
- 2004 - Homenageada no XXI Festival de Teatro de Almada.[3]
- 2004 - Recebe a Medalha da Cidade do Porto - Ouro.[4]
- 1990 - O FITEI presta homenagem a Dalila Rocha na abertura oficial.
- 1998 – Jorge Silva Melo dedica a Dalila Rocha o espetáculo “Coriolano” de William Shakespeare, uma co-produção do Rivoli Teatro Municipal, Artistas Unidos e Ensemble.
- 1998 - Lançamento do livro “Dalila Rocha – Homenagem” pela comemoração de 45 anos de carreira de Dalila Rocha, (que são também os 45 anos do TEP), uma edição coordenada por Júlio Gago, com fotografias das peças onde representou de Fernando Aroso e o depoimento de 46 personalidades da cultura portuguesa.
- 1996 – Nomeada sócia honoraria do CTT-TEP

## Ligações Externas
- Teatro da Cornucópia
- Teatro Experimental do Porto
- Notícia da morte de Dalila Rocha, revista Visão, dia 28-7-2009
- Voando no Tempo, Blog de Armando Lacerda
- Perfil de Dalila Rocha no CETbase Teatro em Portugal
- Perfil de Dalila Rocha no IMDB